# Palais Batthyány

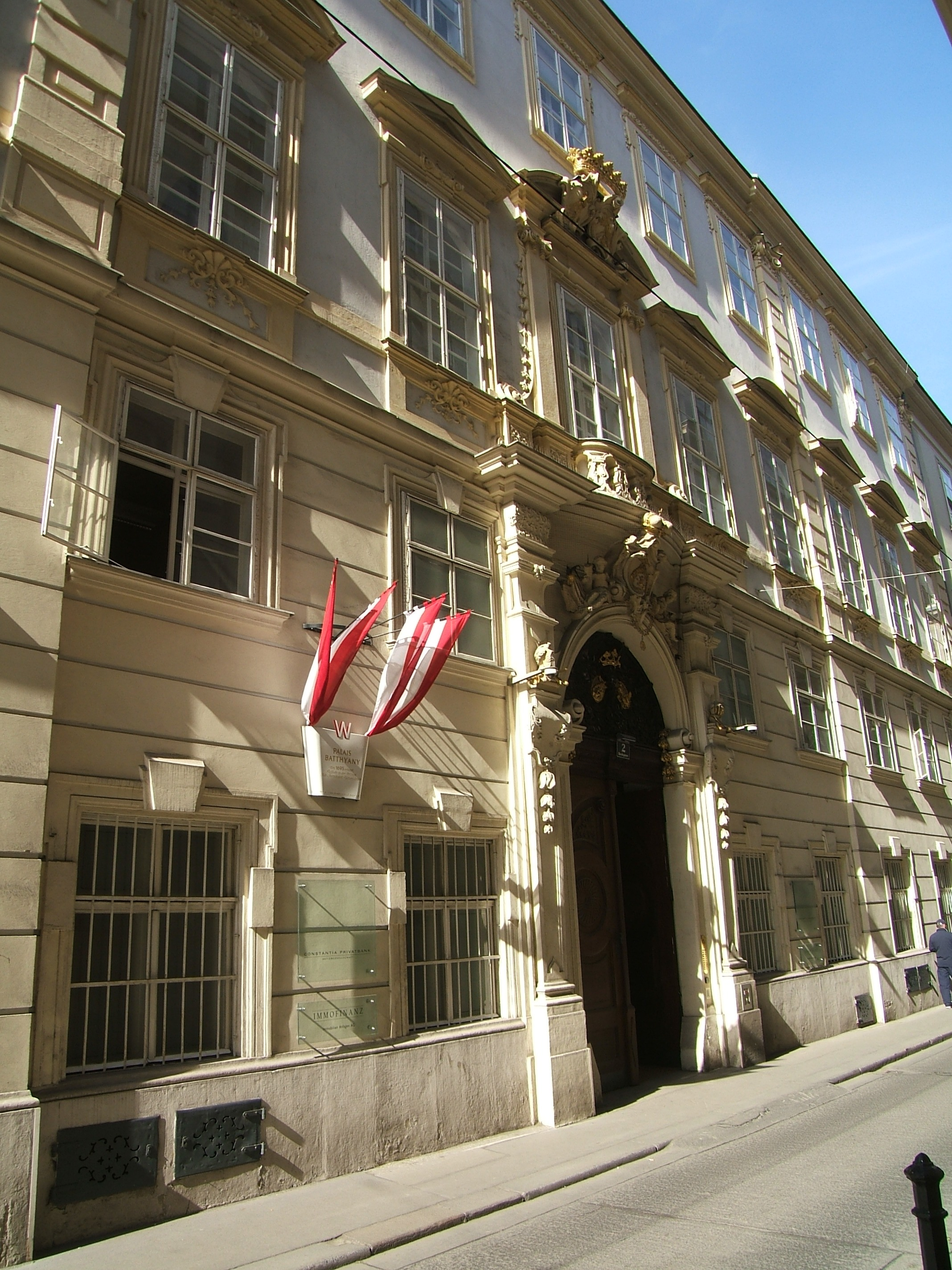
Das Palais Batthyány-Strattmann in der Herrengasse

Das Palais Batthyány (auch: Palais Batthyány-Strattmann) ist ein Palais im 1. Wiener Gemeindebezirk Innere Stadt, Ecke Herrengasse 19 / Bankgasse 2.

## Geschichte

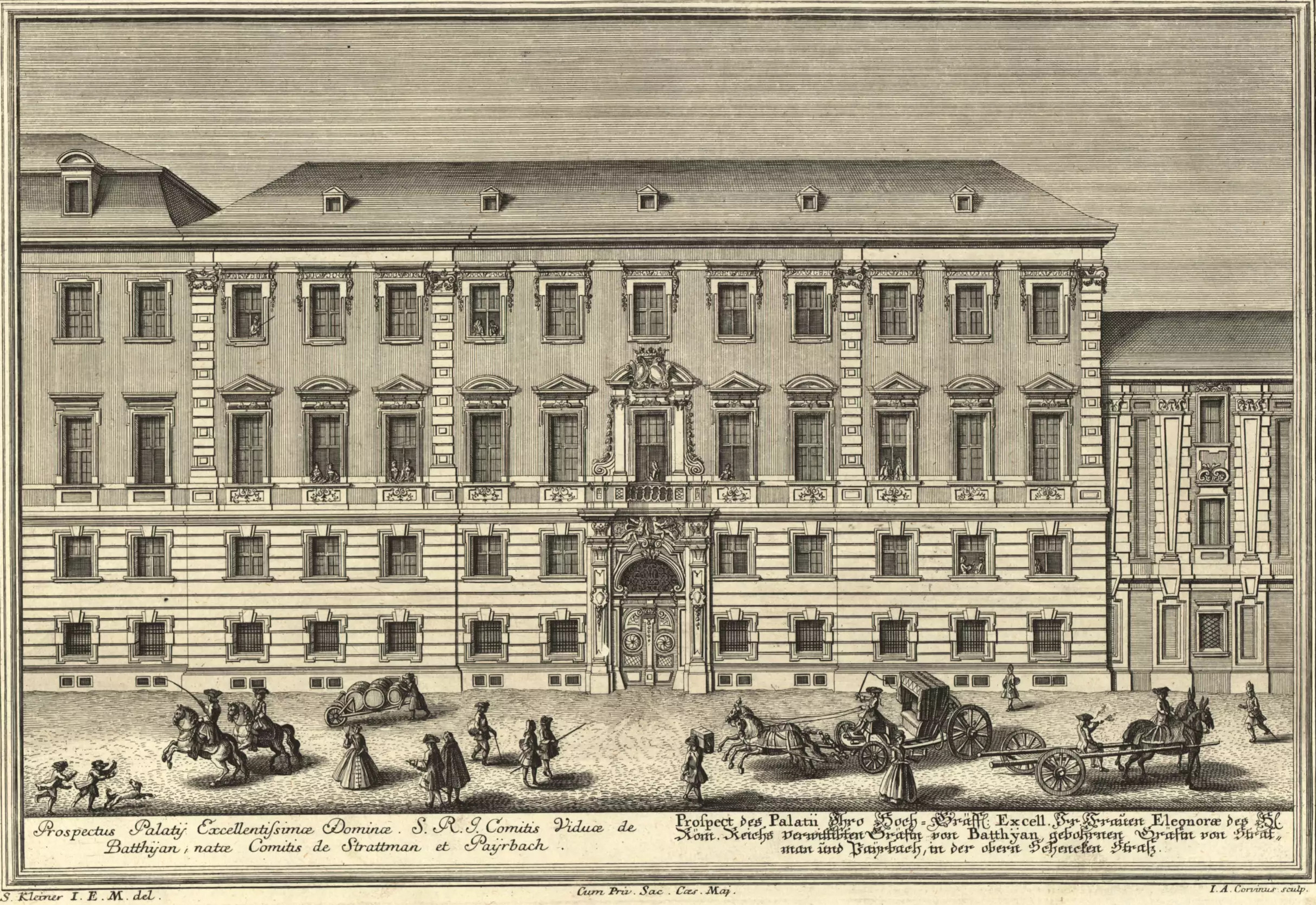
Das Palais Batthyány in der Bankgasse um 1733

Der große Gebäudekomplex entstand 1716 durch Zusammenschluss des Palais Orsini-Rosenberg, das in der Herrengasse 19 stand und zwei Häusern in der Bankgasse. 1718 erwarb Eleonore Batthyány-Strattmann das Palais. Sie beauftragte den Architekten Christian Alexander Oedtl, der den Umbau des mittleren Gebäudes vornahm und das Ensemble mit einer einheitlichen Fassade versah. 
In der 2. Hälfte des 19. Jahrhunderts befand sich in der Herrengasse 19 das Hotel Klomser, das durch den Selbstmord von Oberst Alfred Redl Berühmtheit erlangte. 1911 kam es kurze Zeit wieder in den Besitz der Familie Batthyány und wurde 1924 an die Niederösterreichische Brandschadenversicherung verkauft. Die Prunkräume wurden durch die Adaptierungsarbeiten zerstört. 1988 kam das Palais in den Besitz der Constantia Privatbank AG. Im Gebäudeteil des ehemaligen Palais Orsini-Rosenberg war bis 2012 die Tageszeitung Der Standard mit ihrem Redaktionssitz eingemietet. Nach einer Generalsanierung befinden sich im Palais nun Mietwohnungen, im Erdgeschoß Geschäftsflächen.

### Historische Ereignisse

#### Die schöne Lori
Eleonore Gräfin Batthány wurde wegen ihrer Schönheit „Die schöne Lori“ genannt. Sie war die Freundin des greisen Prinzen Eugen, der zeit seines Lebens unverheiratet geblieben war und dessen Palais sich unweit in der Himmelpfortgasse befunden hatte. Zu den abendlichen Treffen wurde Whist gespielt, ein erst seit kurzer Zeit aus England bekannt gewordenes Kartenspiel.

#### Oberst Redl
Im Palais, an der Ecke Herrengasse-Bankgasse, befand sich Ende des 19. Jahrhunderts das Hotel Klomser, das durch den Selbstmord des Obersts Alfred Redl im Jahre 1913 berühmt geworden war. Oberst Redl wurde der Spionage für Russland überführt.

## Beschreibung
Über einem genuteten Sockel besitzt die Fassade zur Herrengasse eine Fensterreihe mit reich verzierten Parapeten und dreieckigen und teilweise geraden Fenstergiebeln in der Beletage. Das um 1718 entstandene Portal wird Johann Bernhard Fischer von Erlach zugeschrieben. In ein Rundbogenportal ist im Kreisbogen ein Schmiedeeisenbalkon eingeschnitten. Auf den Postamenten stehen Vasen, aus denen Schlangen quellen. Seitlich wird das Tor von Pilastern flankiert, die mit Kriegstrophäen geschmückt sind. Das Wappen der Fürsten Batthyány ist vor dem segmentförmigen Giebel der Balkontüre angebracht.
Der hohe genutete Sockel zieht sich auch über die Fassade in der Bankgasse. Hier sind die Fenster der Beletage abwechselnd mit Dreiecks- und Segmentgiebeln verziert. Die Parapeten tragen Pflanzenornamente. Dominierend ist auch hier das Rundbogenportal mit einem Schmiedeeisengitter im Rundbogen. Wieder findet man eine Wappenkartusche mit Krone und dem Orden vom Goldenen Vlies, rechts und links davon Putten. Durch das mächtige Gebälk, getragen von zwei Pilastern, springt der steinerne Balkon optisch zurück.